# Route 1 (Bolivie)
Pour les articles homonymes, voir Route 1.
La route 1 (en espagnol : Ruta 1) est route nationale de Bolivie qui s'étend sur 1 215 km et traverse les départements de La Paz, Oruro, Potosí, Chuquisaca et Tarija entre les villes de Desaguadero à la frontière avec le Pérou et Bermejo à la frontière avec l'Argentine. Elle est entièrement asphaltée.
La route devient la route nationale 50 en Argentine.
La route est ajoutée au réseau routier national (Red Vial Fundamental) par le décret suprême 25134 du 31 août 1998.

## Itinéraire
La route 1 s'étend sur 1 215 kilomètres et traverse pratiquement tout l'ouest de la Bolivie dans une orientation nord-ouest/sud-est. La route à la frontière péruvienne dans la ville de Desaguadero, sur l'altiplano, et rejoint la région de la capitale, La Paz. De ce point jusqu'à Oruro, sur une distance d'environ 220 kilomètres, la route est constituée de quatre voies sur deux chaussées séparées. 
Au sud de la ville d'Oruro, elle est parallèle à la rive est du lac Poopó sur une distance d'environ 100 kilomètres pour ensuite emprunter une trajectoire vers le est-sud-est sur une distance d'environ 600 kilomètres à travers une zone plus montagneuse, et ce, jusqu'à Tarija en passant par Potosí. Ensuite, la route se rend au travers des vallées jusqu'à l'un des points les plus méridionaux de la Bolivie, soit la ville de Bermejo. À cet endroit, la route prend la dénomination de route nationale 50 du réseau routier argentin. 

## Villes traversées

### Département de La Paz
- km 0: Desaguadero
- km 24: Guaqui
- km 95: La Paz
- km 193: Patacamaya
- km 214: Sica Sica
- km 220: Lahuachaca

### Département de Oruro
- km 283: Caracollo
- km 324: Oruro
- km 354: Machacamarca
- km 377: Poopó
- km 404: Pazña
- km 440: Challapata

### Département de Potosí
- km 643: Potosí

### Département de Chuquisaca
- km 826: Camargo
- km 868: Villa Abecia

### Département de Tarija
- km 1005: Tarija
- km 1215: Bermejo